# Famille von Holtzendorff
 (septembre 2024).
La famille von Holtzendorff est une ancienne famille noble du Brandebourg. Ils appartiennent à l'ancienne noblesse de l'Uckermark. Des branches ultérieures, dont certaines existent encore aujourd'hui, se sont installées dans la Silésie, la Prusse-Orientale, la Poméranie, la Saxe et le Mecklembourg.
Il n'y a aucun lien avec la famille noble von Holtzendorff du même nom, qui est élevée à la noblesse prussienne en 1767 avec un blason complètement différent et s'est probablement éteinte entre-temps.
Une relation avec la famille noble du Mecklembourg von Holtorff, qui est suspectée dans la littérature ancienne, ne peut être prouvée généalogiquement.

## Histoire

### Origine
Le 11 août 1297, Otto de Holtzendorpe est cité dans un document comme le premier représentant de la famille. Le siège de la famille est le domaine de Holzendorf, qui fait aujourd'hui partie du quartier de Falkenhagen de la commune de Nordwestuckermark près de Prenzlau. À partir du XIVe siècle, des membres de la famille apparaissent comme des convives de château dans l'Uckermark.

### Lignées et possessions
Il est probable que Heinrich von Holtzendorff, déjà cité en 1240, fasse partie de la famille. Il est capitaine du château de Stendal et combat avec le margrave Othon de Brandebourg contre le landgrave Henri de Thuringe lors de la bataille de Mittenwalde.

#### Lignée saxonne(comtes d'Holtzendorff)
Albrecht von Holtzendorff entreprend une incursion en Saxe en 1410 avec des membres de la famille noble von Quitzow (de), mais est capturé avec onze cavaliers. Il est possible qu'il se soit ensuite installé durablement en Saxe, car un Albrecht et un Marquard von Holtzendorff apparaissent comme des membres de la noblesse de Misnie et accompagnent l'électeur de Saxe Rodolphe III en 1413 au concile de Constance.
Toutefois, la lignée saxonne appelée branche de Sydow, dont sont issus les futurs comtes de Holtzendorff, ne commence qu'avec Bernhard von Holtzendorff, seigneur de Stolzenhahn. Son fils Dietrich, seigneur de Sydow, est conseiller privé dans le Brandebourg vers 1480 et capitaine en chef de l'Altmark.
Dietrich von Holzendorf (1535-1598) est un confident de l'électeur Jean-Georges et son inspecteur de la musique de cour ; il écrit également des hymnes lui-même. Il est marié avec Ursula von Lindstedt; En 1577, il devient conseiller officiel, en 1584 capitaine officiel de Biesenthal, à partir de 1588 conseiller de la cour. En 1590, il acquit le manoir de Cöthen, et en 1592 une part dans le Dannenberg voisin. Il est probablement gouverneur de la citadelle de Spandau de 1580 à 1593. Sa tombe de l'église de Sydow se trouve maintenant au musée de la ville de Berlin.
Le fils de ce dernier, Anton von Holtzendorff, seigneur de Cöthen (Kötten) et Sydow, se marie avec Ottilie von Wenkstern (de). De ce mariage naît Stellanus (mort en 1605), qui immigre de la Marche en Saxe et devient l'ancêtre de la branche saxonne. Stellanus est chambellan du prince électeur Auguste de Saxe et acquit le domaine de Dröschkau à l'abbaye de Wurzen (de). Sa femme Euphemia (morte en 1604) est née von Haugwitz de la branche de Putzkau.

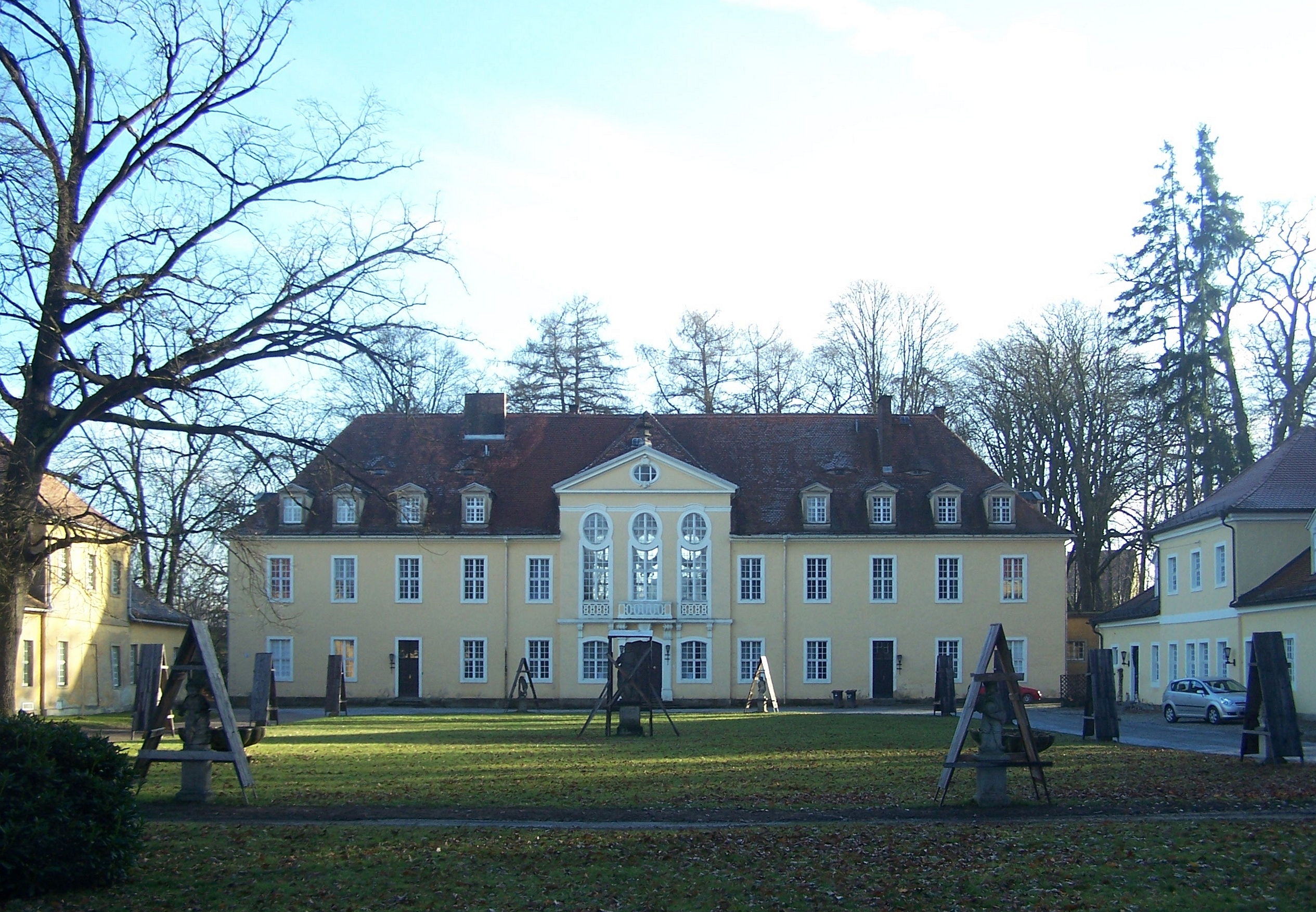
Château d'Oberlichtenau, Haute-Lusace

Parmi les descendants saxons figurent Christoph Siegmund (mort en 1715), seigneur de Thallwitz et Culm, dont le premier mariage est avec Agnes Christiane von Schönberg (morte en  1696). Leur fils Christian Gottlieb comte von Holtzendorff (1696–1755) reçoit le château de Bärenstein (de) par son mariage avec Sophie baronne von Bibran (morte en 1742) et à partir de 1724 a construit le château d'Oberlichtenau en Haute-Lusace. En 1744, il vend Oberlichtenau au ministre électoral saxon, le comte Heinrich von Brühl. En 1745, il est fait comte. Sa fille, la comtesse Friederike Christiane von Holtzendorff, se marie avec le comte Friedrich August von Cosel (de), fils illégitime d'Auguste le Fort avec sa maîtresse Constance von Cosel, en 1749 ; elle hérite de Bärenstein, qui passe à l'une de ses filles en 1795. Le petit-fils du susmentionné Christoph Siegmund, Friedrich Gottlieb comte von Holtzendorff (né en 1725), laisse une plaque ancestrale Johanniter. Au début du XIXe siècle, la famille possède le château d'Etzoldshain (de) avec Könderitz.
Hans von Holtzendorff est huissier au bureau de Querfurt (de).

#### Lignée d'Uckermark(von Holtzendorf)

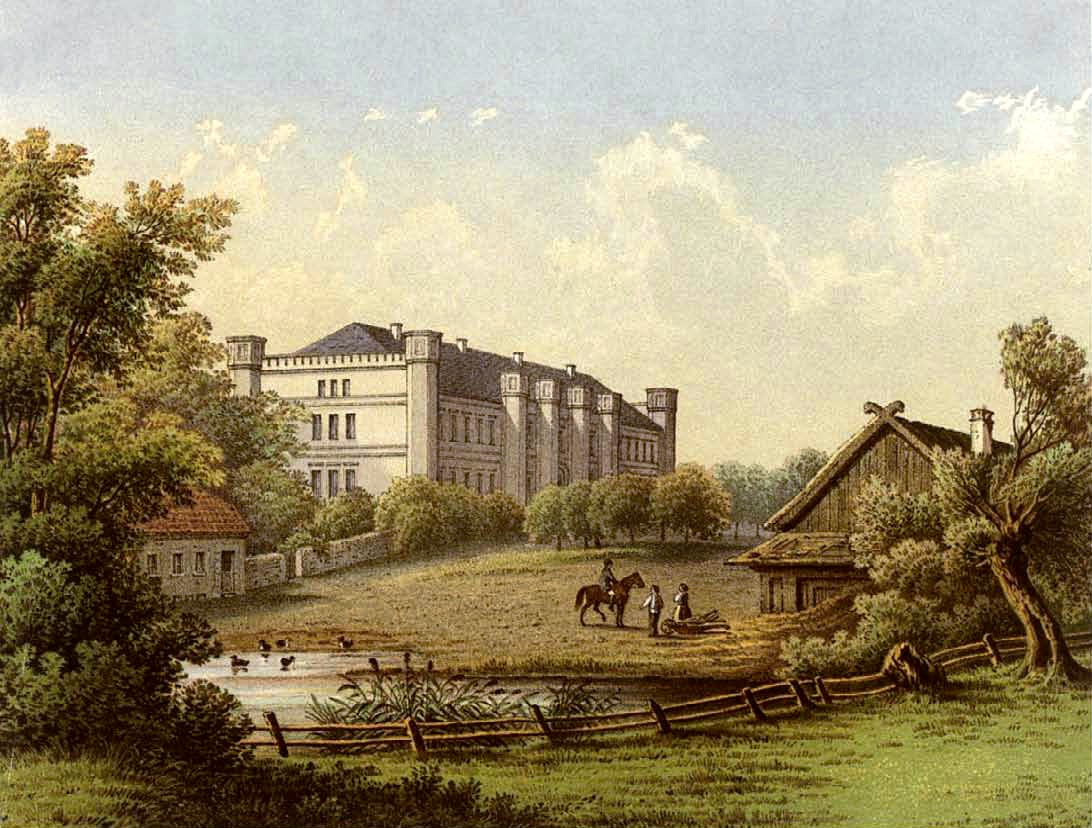
D'après Alexandre Duncker, 1863/1864. Manoir de Jagow, Uckerland

Dans la description du territoire de la Marche de Brandebourg de 1373, les von Holtzendorf font partie de la noblesse châtelaine. Dans le Livre foncier de Charles IV (de) de 1375, la famille est établie au manoird de Jagow (aujourd'hui partie d'Uckerland); ils fondent la branche de Jagow, qui y reste jusqu'en 1945. En 1413, ils possèdent Köpenick en gage et Strausberg près de Berlin. À partir de 1441, les Holtzendorff possèdent Beiersdorf, Falkenberg, Schönfeld, Sydow et Tuchen dans le Barnim. En Poméranie, la famille possède en 1455 Stolzenberg dans l'ancien arrondissement de Randow (de) et en 1479 (brièvement) Spantekow près d'Anklam.
Au XVIe siècle, Kolbitzow, Boblin, Liebenow et Schönwerder, au XVIIe siècle Torgelow, au XVIIIe siècle Forstenwalde, Pinnow, Schönwalde et Voigtshagen et début XIXe siècle Heinrichsdorf dans l'arrondissement de Greifenhagen appartiennent à la famille. Les possessions silésiennes comprennent depuis 1560 Teichenau près de Schweidnitz et depuis 1774 Nesselwitz et Wirschkowitz près de Militsch. Dans le duché de Mecklembourg-Schwerin, la famille réside dans le bureau de Stavenhagen depuis 1713 et à Liepen (de) jusqu'en 1780 et en Prusse-Orientale en 1734 à Gerlauken dans l'arrondissement de Fischhausen, en 1762 à Auer dans l'arrondissement de Mohrungen (de) et plus tard également à Galitten, Ranglack, Trimnau, Galben et Szimkowo.
La branche de Vietmannsdorf comprend Libbesicke et Vietmannsdorf près de Templin à partir de 1473 environ. D'un point de vue généalogique, elle se divise en deux branches : la branche I Wilsickow et la branche II Pinnow. Il n'existe pas de données récentes sur cette dernière branche après le XXe siècle. En revanche, Wilsickow, se développe dès le milieu du XVIIe siècle en une résidence seigneuriale constante, et appartient maintenant à nouveau aux descendants.

### Élévations à la noblesse
Le 9 juin 1745, à Dresde, Christian Gottlieb von Holtzendorff, conseiller privé royal polonais et électoral-saxon, président consistorial en chef et percepteur en chef, est élevé au rang de comte impérial par l'électeur Frédéric-Auguste II de Saxe en tant que vicaire impérial. Son fils Albrecht Ernst Stellanus von Holtzendorff (de) devient ministre saxon de la Guerre.

## Armes
Les armoiries de la famille montrent une barre rouge dans un écu écartelé argenté et noir. Sur le casque se trouve un chapeau rouge à pointe d'hermine décoré de trois plumes de paon naturelles, entre deux cornes de buffle divisées en diagonale par de l'argent et du noir et recouvertes d'une barre rouge. Les lambrequins sont noirs et argentés.
Les armoiries comtales de 1745 montrent le bouclier familial avec trois casques. Les deux extérieurs avec des couvre-casques noirs, rouges et argentés, le casque principal, sur le casque du milieu, avec des couvre-casques noirs et argentés, un lion doré couronné en pleine croissance. Les porteurs de boucliers sont deux lions dorés qui se rejoignent.

## Personnalités

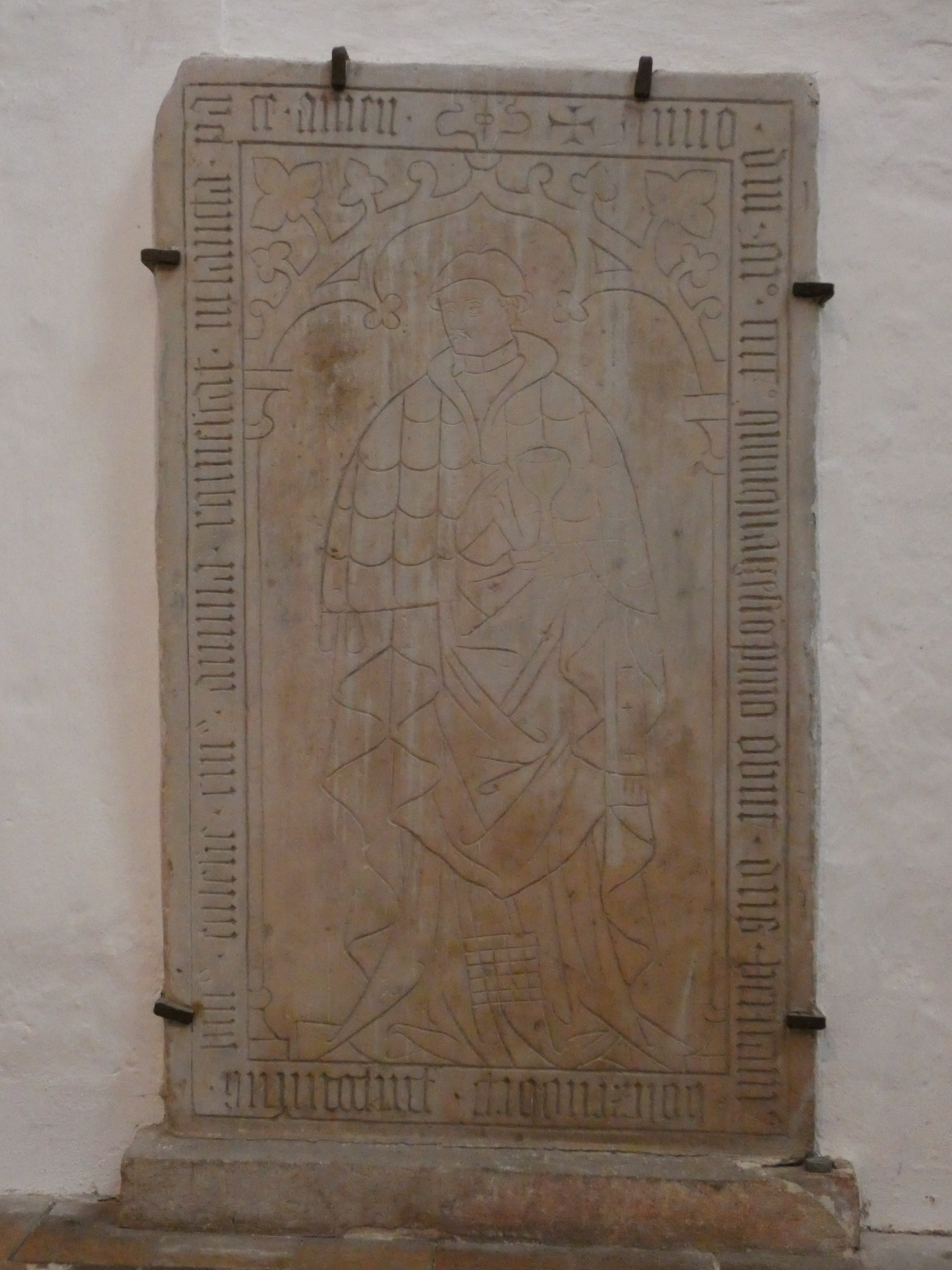
Pierre tombale de Bertram von Holtzendorf (mort en 1451), prévôt de la cathédrale de Brandebourg, provenant de la cathédrale de Brandebourg

### Membres de la famille primitive von Holtzendorff

#### Tribu A (Sydow), maison comtale
- Bertram von Holtzendorf (de) (mort avant le 2. juin 1451), prévôt de la cathédrale de Brandebourg, chanoine et prieur
- Stellanus von Holtzendorff[8] auf Dröschkau (1561–1606), chambellan électoral saxon sous l'électeur Auguste de Saxe
- Christian Siegmund von Holtzendorff (de) (1630-1683), chambellan électoral saxon et chef du bureau d'Eilenburg
  - Christoph Siegmund von Holtzendorff (de) (1671–1715), véritable chambellan royal polonais et électoral saxon et propriétaire du manoir, seigneur de Thallwitz et Culm
    - Christian Gottlieb comte von Holtzendorff (1696–1755), véritable conseiller privé, président consistorial en chef et percepteur en chef, comte impérial depuis 1745, bâtisseur du château d'Oberlichtenau, sur Bärenstein
      - Comtesse Friederike Christiane von Holtzendorff, sur Bärenstein mariée en 1749 avec le comte Friedrich August von Cosel (de)
      - NN Comte von Holtzendorff
        - Gottlieb comte von Holtzendorff (1764–1806)
          - Albrecht Ernst Stellanus von Holtzendorff (de) (1792–1882), ministre saxon de la Guerre
            - Bernhard Graf von Holtzendorff (1823-1905), colonel

    - Moritz[9] Eduard comte von Holtzendorff (1794–1894), major général saxon
      - Georg comte von Holtzendorff (1794–1894)
      - Hans comte von Holtzendorff (1873-1934), ministre saxon, membre du Reichsrat
        - Hans Jr. comte von Holtzendorff (1910), sur Wunschdorf

    - Eugen Ludwig[10] comte von Holtzendorff (1796–1856), chanoine de Mersebourg
      - Arthur comte von Holtzendorff (1847–1829), colonel

    - Christan Gustav comte von Holtzendorff (1804–1883), major, capitaine saxon, chevalier de l'Ordre de Saint-Jean
      - Egon[11] comte von Holtzendorff (1860–1940), major, chevalier de l'Ordre de Saint-Jean

#### Tribu B (Jagow), maison noble
- Franz von Holtzendorff (1829–1889), professeur de droit et écrivain
- Henning von Holtzendorff (1853-1919), amiral allemand
- Hanshenning von Holtzendorff (1892–1982), général de division, sur Jagow et Carlstein, laisse un vaste héritage et des publications privées[12]

## Noblesse de lettres von Holtzendorff
Le général de division Georg Ernst von Holtzendorff (de) (1714-1785), fils du chirurgien général de l'armée prussienne Ernst Konrad Holtzendorff (de), est élevé à la pairie prussienne en 1767. Il n'est pas lié à la famille noble d'Uckermark.